# Özkan Toprak
Özkan Toprak (* 18. August 1985 in Bursa) ist ein türkischer Fußballspieler.

## Karriere
Toprak begann mit dem Vereinsfußball in der Nachwuchsabteilungen von Bursaspor und durchlief später die Nachwuchsabteilungen diverser Vereine. 2006 unterschrieb er beim Viertligisten Kastamonuspor seinen ersten Profivertrag. Nach zwei Jahren für diesen Klub zog er 2008 zu Kahramanmaraşspor weiter. Mit diesem Verein beendete Toprak die Saison 2008/09 als Tabellenvierter der TFF 3. Lig und stieg dadurch nach der damaligen Regelung in die TFF 2. Lig auf. Für die anschließende Saison heuerte er beim Viertligisten Hatayspor an. Nachdem Toprak in seiner ersten Saison bei Hatayspor die Adaption schwergefallen und er zu elf Ligaeinsätzen gekommen war, eroberte er sich im Anschluss schnell einen Stammplatz. In den nächsten drei Jahren erzielte er im Durchschnitt elf bis zwölf Tore. Im Sommer 2012 wurde er schließlich mit Hatayspor Meister und erreichte den Aufstieg in die TFF 2. Lig. Dabei war Toprak mit elf Toren der erfolgreichste Torschütze seiner Mannschaft.
Trotz des Aufstieges mit Hatayspor verließ Toprak den Verein und wechselte zum Viertligisten Altınordu Izmir. Bei diesem Verein gelang ihm auf Anhieb der Sprung in die Startformation. Auch mit diesem Verein wurde er zum Saisonende Viertligameister und stieg zum dritten Mal in seiner Laufbahn in die TFF 2. Lig auf. Mit elf Toren war Toprak hinter Ozan Sol der zweiterfolgreichste Torschütze seiner Mannschaft. In die 2. Lig aufgestiegen, verlor Toprak seinen Stammplatz und kam als Ergänzungsspieler zu sporadischen Einsätzen. Sein Team beendete auch diese Liga als Meister und stieg nach 24-jähriger Abstinenz wieder in die TFF 1. Lig auf.
im Sommer 2014 wechselte er zum Drittligisten Keçiörengücü.

## Erfolge
Mit Kahramanmaraşspor
- Tabellenvierter der TFF 3. Lig und dadurch Aufstieg in die TFF 2. Lig: 2008/09

Mit Hatayspor
- Meister der TFF 3. Lig und dadurch Aufstieg in die TFF 2. Lig: 2011/12

Mit Altınordu Izmir
- Meister der TFF 3. Lig und dadurch Aufstieg in die TFF 2. Lig: 2012/13
- Meister der TFF 2. Lig und dadurch Aufstieg in die TFF 1. Lig: 2013/14